# Petrus Drysenius
Petrus Drysenius, född 3 februari 1636 i Linköpings församling, Östergötlands län, död 19 september 1693, var en svensk präst.

## Biografi
Petrus Drysenius föddes 1636 i Linköpings församling. Han var son till kyrkoherden Samuel Drysenius i Vadstena församling och Anna Nilsdotter Grubb. Drysenius blev 1654 student vid Uppsala universitet och blev 1660 konrektor och apologist vid Söderköpings trivialskola. Han blev 1666 rektor vid skolan och prästvigdes 5 maj 1668. Drysenius blev 9 september 1669 kyrkoherde i Kättilstads församling, tillträde 1670 och blev 1686 kontraktsprost i Kinds kontrakt. Han avled 1693.

### Familj
Drysenius gifte sig första gången med Karin Menschewers (död 1666). De fick tillsammans barnen Samuel Drysenius (död 1660), Anna Elisabet Drysenius (1661–1710) som var gift med kvartermästaren Israel Andersson i Galmsås och Ingrid Drysenius (född 1664).
Drysenius gifte sig andra gången 3 januari 1667 med Karin Laurin (död 1709), dotter till kyrkoherden Laurentius Laurinus den yngre i S:t Laurentii församling, Söderköping och Helena Wallerius. De fick tillsammans barnen Helena Drysenius (född 1668) som var gift med kyrkoherden M. N. Wrethelius i Mörlunda församling, lektorn Laurentius Drysenius (född 1671) i Linköping och Margareta Drysenius som var gift med komministern i Kättilstads församling och komministern J. Wetterholm i Kättilstads församling.